# Escuela Nacional de Lenguas, Lingüística y Traducción
La Escuela Nacional de Lenguas, Lingüística y Traducción (ENALLT), anteriormente conocida como Centro de Enseñanza de Lenguas Extranjeras (CELE), es una entidad académica de estudios superiores adscrita a la Universidad Nacional Autónoma de México (UNAM). Sus actividades están orientadas principalmente a la enseñanza de lenguas dentro y fuera de la comunidad universitaria, así como a la formación de profesores en dicha área y a la investigación en lingüística aplicada. El 27 de marzo de 2017 el Consejo Universitario de la UNAM aprobó la creación de la escuela al incorporarse dos licenciaturas a la oferta académica original del CELE: la Licenciatura en Traducción y la Licenciatura en Lingüística Aplicada.

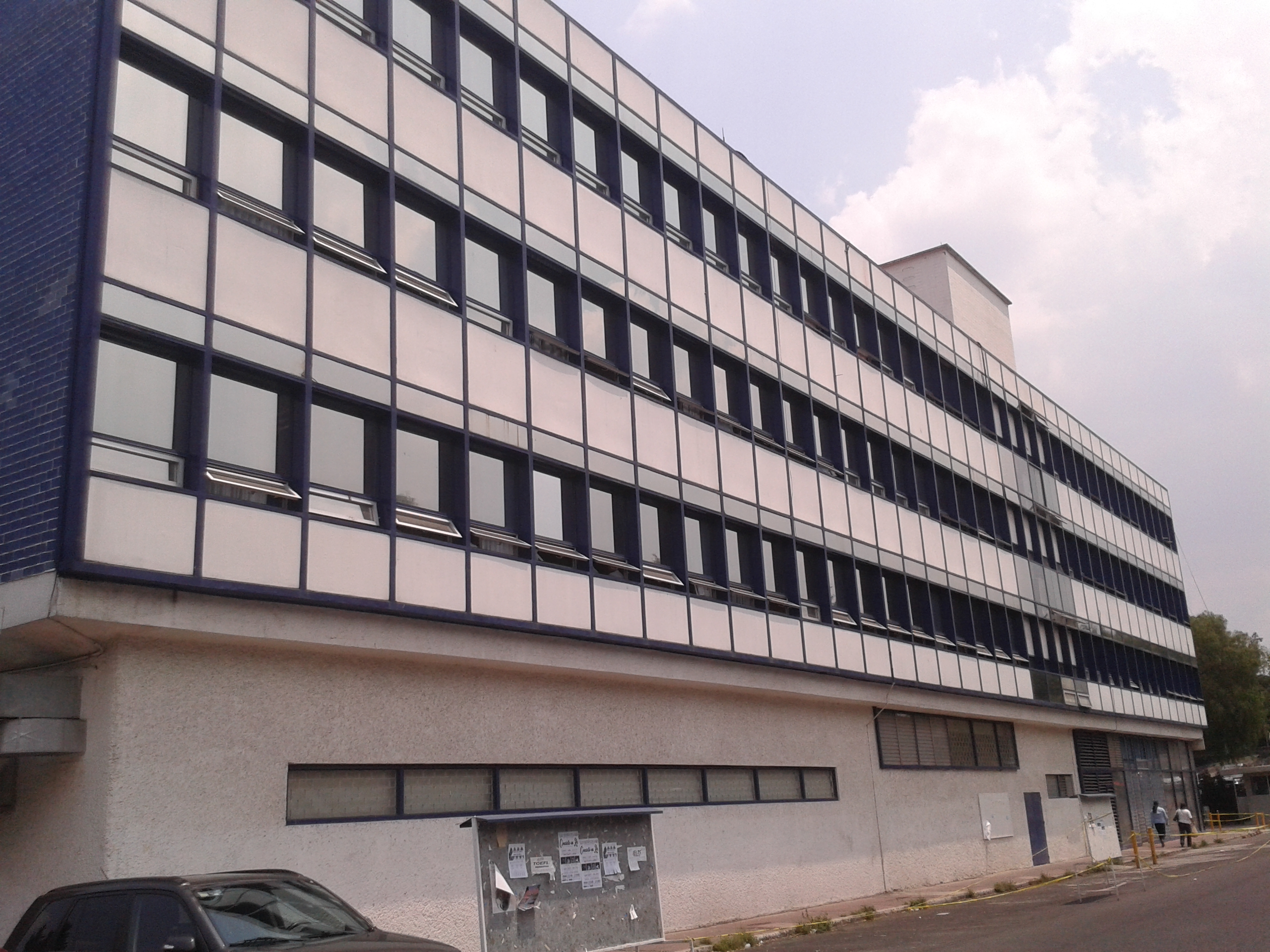
CELE UNAM

## Historia

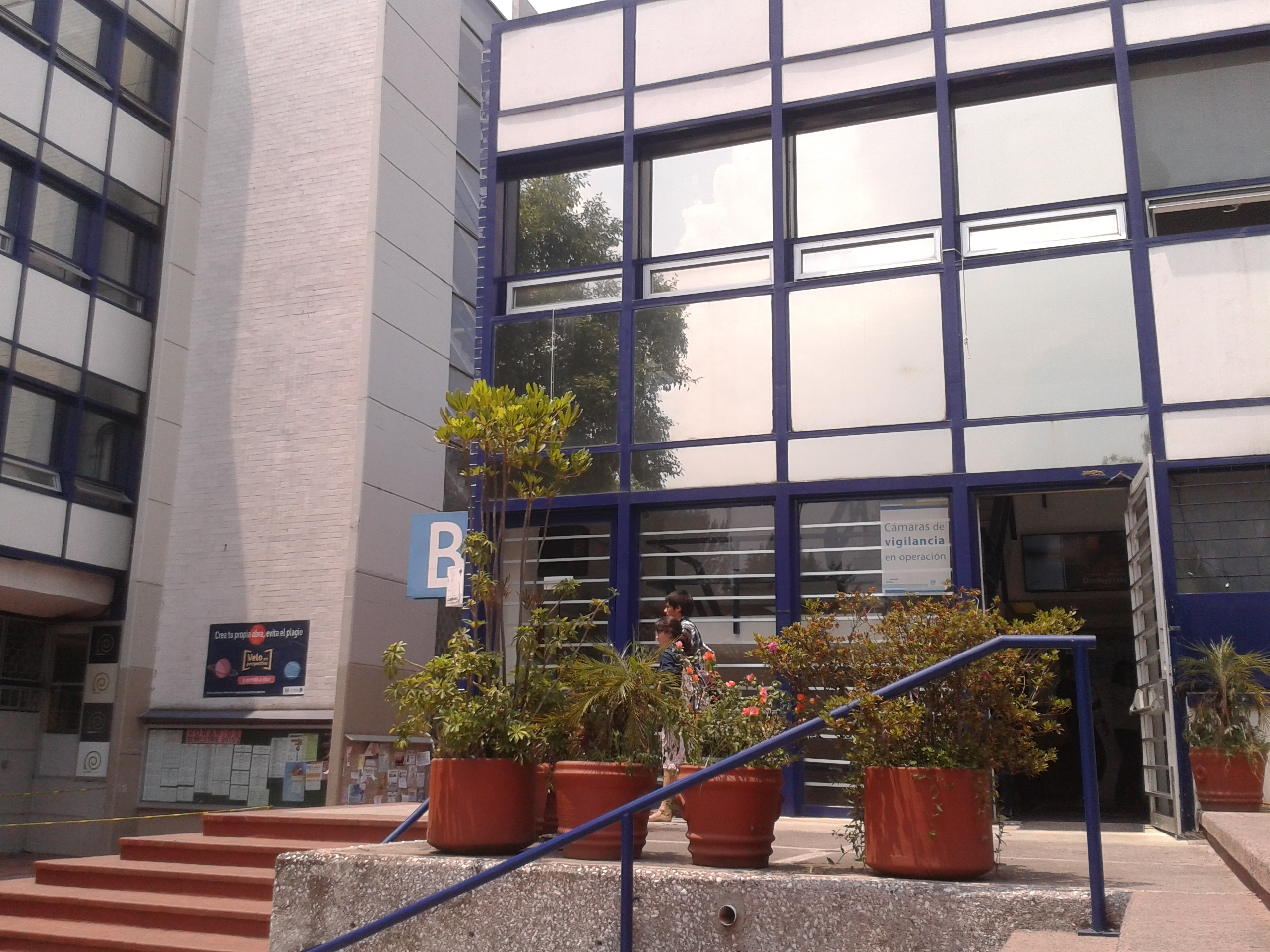
Edificio B del CELE

El Centro de Enseñanza de Lenguas Extranjeras fue fundado el 30 de noviembre de 1966 bajo la rectoría de Javier Barros Sierra. Desde el inicio, su misión principal fue la enseñanza lenguas extranjeras para la comunidad estudiantil de la Universidad.  El 27 de marzo de 2017, el CELE se convirtió en la Escuela Nacional de Lenguas, Lingüística y Traducción, gracias a la introducción de las licenciaturas en Traducción y en Lingüística Aplicada. La necesidad de esta transformación se dio a partir de la creciente presencia de personas internacionales en la institución y la creciente demanda nacional de mediadores culturales y traductores profesionales, además de ser un esfuerzo por aumentar la cantidad de estudiantes hablantes de más de una lengua.
La introducción de las licenciaturas en Traducción y en Lingüística Aplicada también es de suma importancia nacional, al hacer de la UNAM la segunda universidad pública en México en impartir una licenciatura en Traducción, siendo la primera la Universidad Autónoma de Baja California (UABC).

La ENALLT también está capacitada para ofrecer certificaciones de lengua en inglés, francés, italiano, portugués, chino mandarín y alemán. Además, la ENALLT imparte cursos de formación de profesores de lengua, diplomados en traducción y lingüística aplicada, y posgrados.

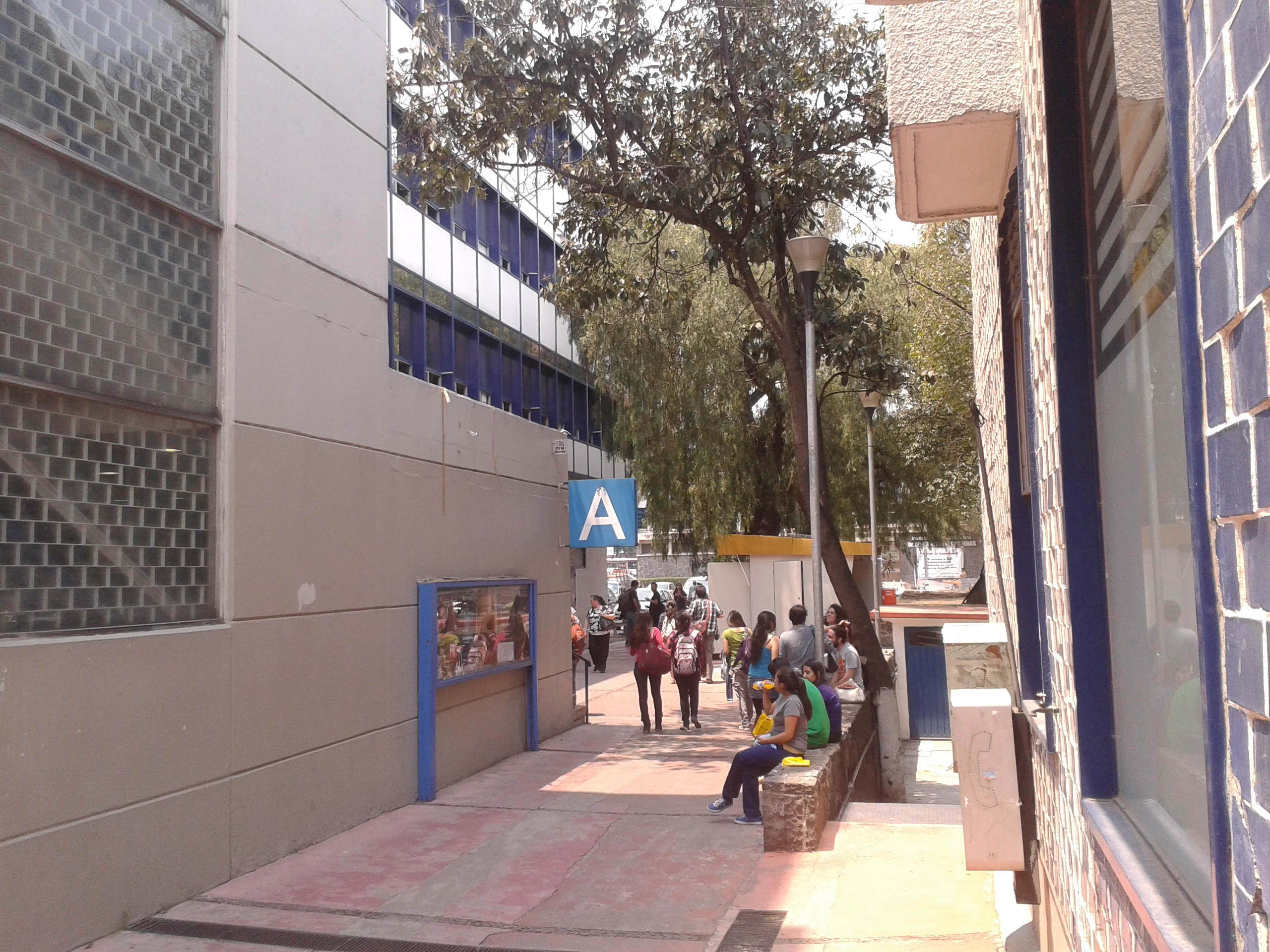
Edificio A, CELE. UNAM

## Idiomas
Actualmente se enseñan 18 lenguas extranjeras internacionales, nacionales y regionales.
- Árabe
- Catalán
- Coreano
- Chino
- Griego Moderno
- Hebreo
- Rumano
- Sueco
- Alemán
- Francés
- Inglés
- Portugués
- Ruso
- Japonés
- español  (modalidad a distancia.)
- Nahuatl
- Vasco
- Italiano

## Infraestructura
La ENALLT cuenta con 14 sedes externas a la central en Ciudad Universitaria, donde residen los edificios principales de la institución. Todas las sedes de la Escuela imparten clases de lengua.
CDMX Zona Centro
- Centro Mascarones
- Centro Tlatelolco
- Instituto Confucio
- Programa AEFE/ENALLT Antigua Escuela de Economía.
- Palacio de la Autonomía
- SEFI
- Milán

CDMX Zona Sur
- Coapa
- Tlalpan

CDMX Zona Sur Poniente
- Santa Fe

Estado de México
- Ecatepec
- Tlalnepantla

Cuernavaca, Morelos
- Teopanzolco

Querétaro, Querétaro
- Juriquilla

El plantel central cuenta con una infraestructura integrada por dos edificios, en los cuales se encuentran: los salones donde se imparten las clases teóricas y las licenciaturas, el Departamento de Traducción e Interpretación (DTI), la biblioteca Stephen A. Bastien, nombrada así en honor a uno de los fundadores y creada en el año de 1980, el departamento de Lengua, el departamento de Lingüística aplicada, el centro de apoyo a la docencia, la sala de recursos Audiovisuales y el departamento de cómputo. Un anexo a la ENALLT dentro de Ciudad Universitaria está bajo construcción para hospedar las licenciaturas.

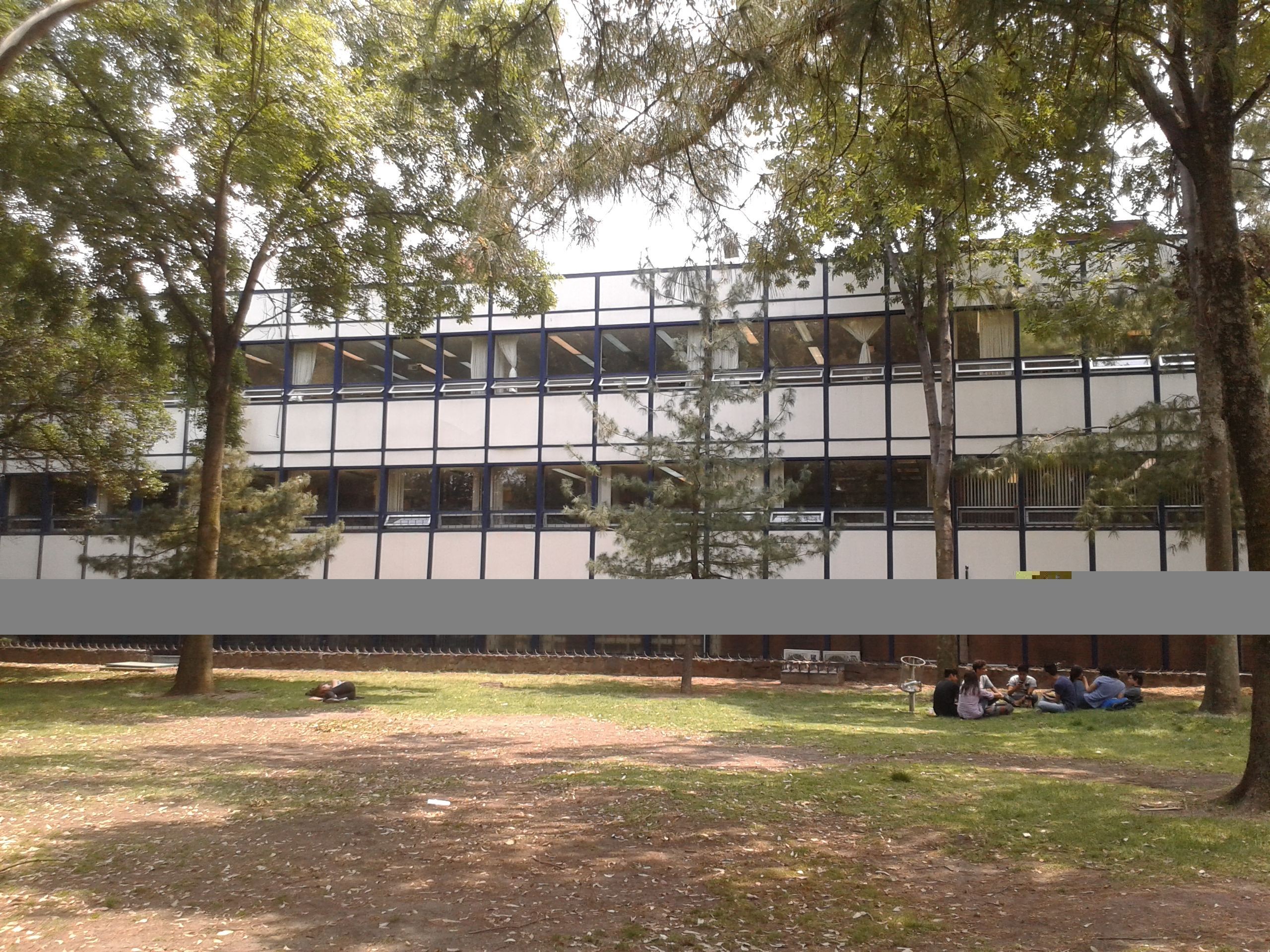
Costado del edificio B. CELE. UNAM

## Publicaciones
La ENALLT edita desde 1981 la revista Estudios de Lingüística Aplicada.